# Setanta Sports Cup
Der Setanta Sports Cup war ein zwischen 2005 und 2014 von beiden irischen Fußballverbänden ausgerichteter Wettbewerb für die erfolgreichsten Männer-Mannschaften aus der irischen Republik sowie aus Nordirland. Der Wettbewerb war nach dem Hauptsponsor, dem irischen Sportfernsehsender Setanta Sports benannt.

## Austragungsmodus
Das Turnier um den Setanta Cup wurde zum Ende der nordirischen und zum Beginn der irischen Saison zwischen Februar und April ausgetragen (2005 März bis Mai).
Für die erste Austragung 2005 waren die jeweiligen Meister und Vizemeister sowie die Pokalsieger qualifiziert, insgesamt also sechs Mannschaften; für die zweite Austragung 2006 wurde das Teilnehmerfeld um die beiden Ligapokalsieger erweitert. Sollte dabei eine Mannschaft mehrere Bedingungen, die die zur Teilnahme berechtigen, erfüllen, ist vorgesehen, das Teilnehmerfeld um den dritten bzw. vierten der Liga desselben Verbandes aufzufüllen. Die Teams aus dem Norden und der Republik werden durch Los gleichmäßig auf zwei Gruppen verteilt; in diesen spielen die Vereine im Ligamodus mit Heim und Auswärtsspiel gegeneinander. Seit der zweiten Austragung 2006 spielen die jeweiligen Gruppenersten in einem Heimspiel gegen den zweiten der jeweils anderen Gruppe um den Einzug ins Finale. In diesem wird dann der Sieger des Setanta Sports Cup ausgespielt. Die beiden bisherigen Endspiele fanden jeweils im Tolka Park in Dublin statt.

## Bisherige Sieger
Während sich im ersten Endspiel mit dem Linfield FC durch einen 2:0-Sieg gegen Shelbourne FC aus der Republik noch ein nordirischer Verein durchsetzen konnte; waren in der zweiten Austragung nur drei von vier Halbfinalisten und beide Finalisten Mannschaften aus der Republik. In diesem konnte der irische Pokalsieger Drogheda United den irischen Meister Cork City durch ein Tor in der 112. Minute mit 1:0 besiegen. 2007 trafen dann die beiden vorherigen Titelträger Drogheda United und Linfield aufeinander. Nach einem 1:1 in der regulären Spielzeit und einer torlosen Verlängerung, konnte Drogheda United dem Pokal mit 4:3 im Elfmeterschießen verteidigen. Im Finale von 2008, das am ersten November stattfand, konnte sich Cork City in einem packenden Finale gegen Glentoran mit 2:1 durchsetzen, nachdem Cork City zur Halbzeit noch mit 0:1 im Rückstand lag. Den saisonübergreifend 2009 und 2010 ausgetragenen Wettbewerb konnten die Bohemians Dublin nach knappem 1:0-Sieg über den Stadtrivalen St Patrick’s Athletic im Finale am 15. Mai 2010 für sich entscheiden. 
- Sieger 2005 Linfield FC aus Belfast, Nordirland
- Sieger 2006 und 2007 Drogheda United aus Drogheda, Irland
- Sieger 2008 Cork City aus Cork, Irland
- Sieger 2009/10 Bohemians Dublin aus Dublin, Irland
- Sieger 2011 Shamrock Rovers aus Dublin, Irland
- Sieger 2012 Crusaders FC aus Belfast, Nordirland
- Sieger 2013 Shamrock Rovers aus Dublin, Irland
- Sieger 2014 Sligo Rovers aus Sligo, Irland